# کیزل وسون
کیزل وسون (انگلیسی: K'zell Wesson؛ زادهٔ ۲۴ ژوئن ۱۹۷۷) بازیکن بسکتبال اهل ایالات متحده آمریکا است.